# Левченко, Григорий Иванович
Григорий Иванович Левченко (1900—1984) — красноармеец Рабоче-крестьянской Красной Армии, участник Великой Отечественной войны, Герой Советского Союза (1943).

## Биография
Григорий Левченко родился 17 ноября 1900 года на хуторе Васильевка (ныне — село Гребениковка Тростянецкого района Сумской области Украины). После окончания начальной школы работал сначала на свёкольных плантациях, затем на заводе, в колхозе. В 1941 году Левченко был призван на службу в Рабоче-крестьянскую Красную Армию. С начала Великой Отечественной войны — на её фронтах. В мае 1942 года по состоянию здоровья был демобилизован, вторично призван в армию в августе 1943 года. В боях был тяжело ранен и контужен.
К сентябрю 1943 года красноармеец Григорий Левченко был стрелком 955-го стрелкового полка 309-й стрелковой дивизии 40-й армии Воронежского фронта. Отличился во время битвы за Днепр. 22 сентября 1943 года Левченко в составе передовой группы переправился через Днепр в районе посёлка Ржищев Киевской области Украинской ССР и принял активное участие в захвате немецких траншей на его западном берегу, лично уничтожив пулемётный расчёт и большое количество солдат и офицеров противника. 23 сентября в бою Левченко уничтожил ещё несколько немецких солдат, ещё троих захватил в плен.
Указом Президиума Верховного Совета СССР от 23 октября 1943 года за «мужество и отвагу, проявленные в боях против немецких захватчиков при форсировании Днепра», красноармеец Григорий Левченко был удостоен высокого звания Героя Советского Союза с вручением ордена Ленина и медали «Золотая Звезда» за номером 5915.
После окончания войны Левченко был демобилизован. Проживал в селе Набережное Тростянецкого района. Скончался 22 февраля 1984 года.
Был также награждён рядом медалей.